# Luigi Farace
Luigi Farace (Bari, 14 ottobre 1934 – Bari, 30 novembre 2018) è stato un manager e politico italiano.

## Biografia
Laureato in giurisprudenza, di professione dirigente aziendale. Dal 1978 al 1981 è stato sindaco di Bari per la DC. Ha anche ricoperto il ruolo di presidente della Camera di commercio del capoluogo pugliese.
Viene eletto per la prima volta deputato nel 1987 con la Democrazia Cristiana (nel Collegio di Bari). Viene rieletto anche nella successiva legislatura, restando in carica fino al 1994. Durante i suoi mandati ha fatto parte delle commissioni parlamentari Finanze e Attività produttive. 
È stato Sottosegretario di Stato per l'Industria, il commercio e l'artigianato nel primo governo di Giuliano Amato (dal 30 giugno 1992 al 27 aprile 1993). Nel 1994 si ricandida alla Camera nel collegio uninominale di Putignano, ottenendo l'8,4% senza essere rieletto.

## Procedimenti giudiziari
Nel dicembre 2012 viene condannato, in appello, per il reato di bancarotta fraudolenta per fatti che risalgono ai tempi in cui era amministratore delegato della Immobiliare Federcommercio.